# كرم جونلوم
كرم جونلوم (بالتركية: Kerem Gönlüm)‏ مواليد 22 نوفمبر 1977 في إسكندرونة، تركيا، هو لاعب كرة سلة تركي. بدأ مسيرته الاحترافية في سنة 1998. يبلغ طوله 6 قدم 10 بوصة (2.1 م). حقق المركز الثاني في بطولة كأس العالم لكرة السلة 2010.

## المسيرة الاحترافية
لعب مع أولكرسبور من سنة 1999 إلى 2005، ثم لعب مع نادي أنادولو إفيس لكرة السلة من سنة 2005 إلى 2014، ثم لعب مع غلطة سراي لكرة السلة في الدوري التركي في موسم 2014–2015، ثم لعب مع نادي كارشياكا لكرة السلة في موسم 2015–2016.

## الميداليات
| الميدالية | المسابقة                         |
| --------- | -------------------------------- |
| فضية      | بطولة كأس العالم لكرة السلة 2010 |

## روابط خارجية
- كرم جونلوم على موقع الاتحاد الدولي لكرة السلة (الإنجليزية)
- كرم جونلوم على موقع الدوري الأوروبي لكرة السلة (الإنجليزية)
- كرم جونلوم على موقع كرة السلة الأوروبية.كوم (الإنجليزية)
- كرم جونلوم على موقع ريلجم (الإنجليزية)
- كرم جونلوم على موقع بروبوليرز (الإنجليزية)
- كرم جونلوم على موقع سبورتس رفرنس (الإنجليزية)